# Вихор (фільм, 2007)
«Вихор» (англ. Slipstream) — артхаусний фільм в стилістиці сюрреалізму, сценаристом та режисером якого виступив Ентоні Хопкінс. Прем'єрний показ відбувся в рамках кінофестивалю «Санденс» 20 січня 2007 року.

## Зміст
Фелікс Бонхоффер — відомий сценарист. Він уже не молодий і його сценарії стають все похмурішими. Під час роботи над черговим витвором він постійно балансує на межі реальності та марення, спілкується з вигаданими ним самим людьми, поступово втрачаючи зв'язок із реальним світом.

## Історія створення
Ентоні Гопкінс створив сценарій цього фільму заради забави, вирішивши подражнити кінематограффістів, які відносяться до себе та своєї роботи занадто серйозно. За його словами, починаючи складати, він не знав, у що це може перетворитися — сюжет розвивався спонтанно.
|  | «Я зачарований часом ... І написав сценарій про природу реальності. Про реальність і ілюзорність життя , тому що життя , як це я розумію , стаючи все старше , настільки схоже на ілюзію і сон , що я думаю , все і є сон. І людина , захоплена вихором часу , прокинувшись , згадує своє майбутнє. Це моя особиста інтерпретація Бога , що час фактично і є Бог. Я зачарований тим фактом , що чим старше я стаю , тим швидше миготить справжнє. Що ж реально ? От ви тут, і в момент - це вже в минулому. Я розмовляв хвилин десять , але це вже зникло , і тепер - лише сон. Можливо , сенс життя і полягає в тому , щоб запитати - в чому ж справа.» |

}}
Він послав сценарій на рецензію Стівену Спілберґу, який схвалив, як були написані діалоги, але попередив, що запустити у виробництво такий фільм буде складно. До сценарію проявляли інтерес деякі кіностудії та продюсери, з якими зазвичай співпрацює Гопкінс, але актор відмовився від їхнього сприяння, бажаючи самостійно провести остаточний монтаж. Він сам знайшов 
на кіновиробництво близько $ 10 млн. Одним з продюсерів стала його дружина — Стелла Арройяве, яка теж знялася у фільмі.
Зйомки відбувалися влітку 2006 року в Лос-Анджелесі та у одному з пустельних районів Каліфорнії.
При монтажі використовувалися цифрові технології, щоб досягти в певних сценах ефекту швидкої зміни кадрів.
Ентоні Гопкінс склав також до фільму саундтрек, а під час запису музики диригував оркестром.

## У ролях
| Актор              | Роль                                   |
| ------------------ | -------------------------------------- |
| Ентоні Гопкінс     | Фелікс Бонхьоффер                      |
| Стелла Арройяве    | Джина, його дружина                    |
| Крістіан Слейтер   | Рей / Метт Доббс / другий поліцейський |
| Джон Туртурро      | Гарві Брікмен                          |
| Кемрін Мангейм     | Барбара                                |
| Джефрі Тембор      | Ґік / Джеффрі / доктор Ґікмен          |
| Епата Меркерсон    | Бонні                                  |
| Фіоннула Фленаґан  | Бетті Ластіг                           |
| Крістофер Лоуфорд  | Ларс                                   |
| Майкл Кларк Дункан | Морт / Філ                             |
| Кевін Маккарті     | грає самого себе                       |
| Ліза Пеппер        | Трейсі                                 |
| Гевін Грейзер      | Гевін                                  |
| Аарон Такер        | шофер / Аарон                          |
| Лана Антонова      | Лілі                                   |

## Нагороди
- 2007 — приз Малого журі (англ. Youth Jury Award) на міжнародному кінофестивалі у Локарно (англ. Locarno International Film Festival)